# ألفرد تشيني جونستون
ألفرد تشيني جونستون (بالإنجليزية: Alfred Cheney Johnston)‏ هو مصور أمريكي، ولد في 8 أبريل 1885 في نيويورك في الولايات المتحدة، وتوفي في 17 أبريل 1971.

## سيرة ذاتية
ولد جونستون في عائلة مصرفية ثرية في نيويورك ، والتي انتقلت بعد ذلك إلى ماونت فيرنون ، نيويورك. في البداية درس الرسم والتوضيح في الأكاديمية الوطنية للتصميم في نيويورك ، ولكن بعد تخرجه في عام 1908 (وتزوج زميلته دوريس جيرنون في العام التالي) ، لم تنجح جهوده اللاحقة لكسب لقمة العيش كرسام بورتريه. بدلاً من ذلك ، بناءً على اقتراح من صديق العائلة القديم والرسام الشهير تشارلز دانا جيبسون ، بدأ في استخدام الكاميرا المستخدمة سابقًا لتسجيل موضوعات الرسم الخاصة به كوسيط إبداعي أساسي.
في حوالي عام 1917 ، تم التعاقد مع جونستون من قبل فنان العرض المسرحي الحي الشهير في مدينة نيويورك والمنتج فلورنز زيغفيلد كمصور متعاقد ، كما حافظ أيضًا على استوديو صور تجاري شخصي ناجح للغاية في مواقع مختلفة حول مدينة نيويورك أيضًا ، حيث قام بتصوير كل شيء بدءًا من الممثلات الطموحات ورواد المجتمع إلى مجموعة واسعة من المنتجات التجارية للبيع بالتجزئة الراقي - معظمها أزياء الرجال والنساء - لإعلانات المجلات. قام بتصوير عدة مئات من الممثلات وفتيات الإستعراض (بشكل رئيسي في مدينة نيويورك ، وسواء كانوا جزءًا من الحماقات أم لا) خلال تلك الفترة الزمنية. توفي ألفريد تشيني جونستون في حادث سيارة بالقرب من منزله في ولاية كونيتيكت في 17 أبريل 1971 ، بعد ثلاث سنوات من وفاة زوجته دوريس منذ فترة طويلة. لم يكن لديهم أطفال.

## أشهر النساء اللأتي قام بتصويرهن
|  | دوروثي فلود     |
|  | افا لاند        |
|  | فيرجينيا بيدل   |
|  | باربارا ستانويك |
|  | هيزل فوربس      |
|  | ماري بيكفورد    |
|  | غلوريا سوانسون  |
|  | بيلي دوف        |